# Венги
Венги (нем. Wängi) — коммуна в Швейцарии, в кантоне Тургау.
Входит в состав округа Мюнхвилен. Население составляет 4059 человек (на 31 декабря 2007 года). Официальный код — 4781.